# 喬納斯·韋爾
喬納斯·韋爾（法語：Jonas Weyl，1835年6月9日—1903年8月8日）出生於法國下萊茵省的莫默奈姆，是一位已故的法國猶太教拉比。

## 生平
1851年他前往梅斯就讀中央拉比學校（法國猶太神學院的前身），畢業後的1860年被任命為尼姆的拉比，1874年到1877年成為馬賽的拉比，退休後定居馬賽告終。

## 受獎
- 法國榮譽軍團勳章
- 學術棕櫚勳章